# Boozoo Bajou
Boozoo Bajou – niemiecki dwuosobowy team muzyczny. 
Do tej pory duet wydał:
- Satta! (2001)
- Juke Joint (2003)
- Remixes (2003)
- Dust My Broom (2005)
- Juke Joint Vol. II (2006)
- Grains (2009)
- Coming Home (2010)